# Classe de maître

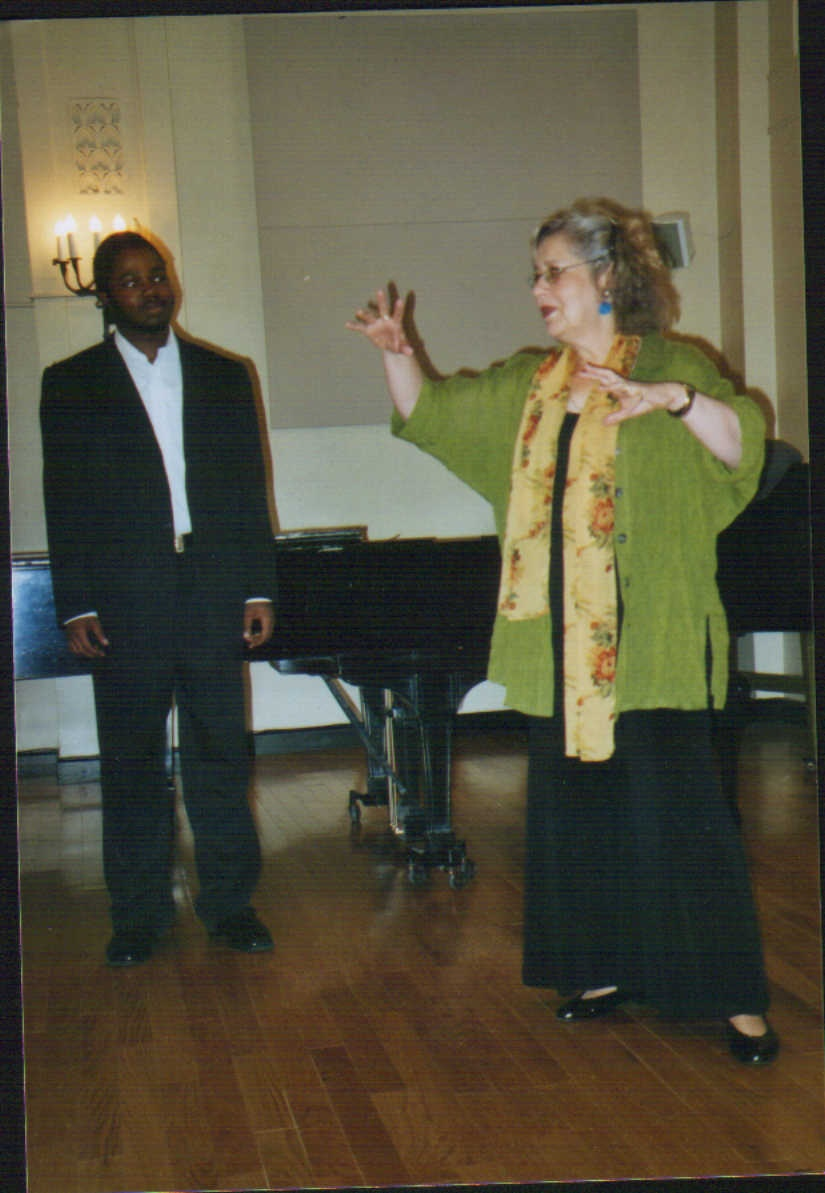
lors d'une classe de maître de chant.

Une classe de maître (en France), ou un cours de maître (au Québec), est un cours de perfectionnement et de partage d'expérience donné par l'expert d'une discipline. L'anglicisme master class, ou masterclass, est couramment utilisé en France mais déconseillé au Québec.

## Caractéristiques

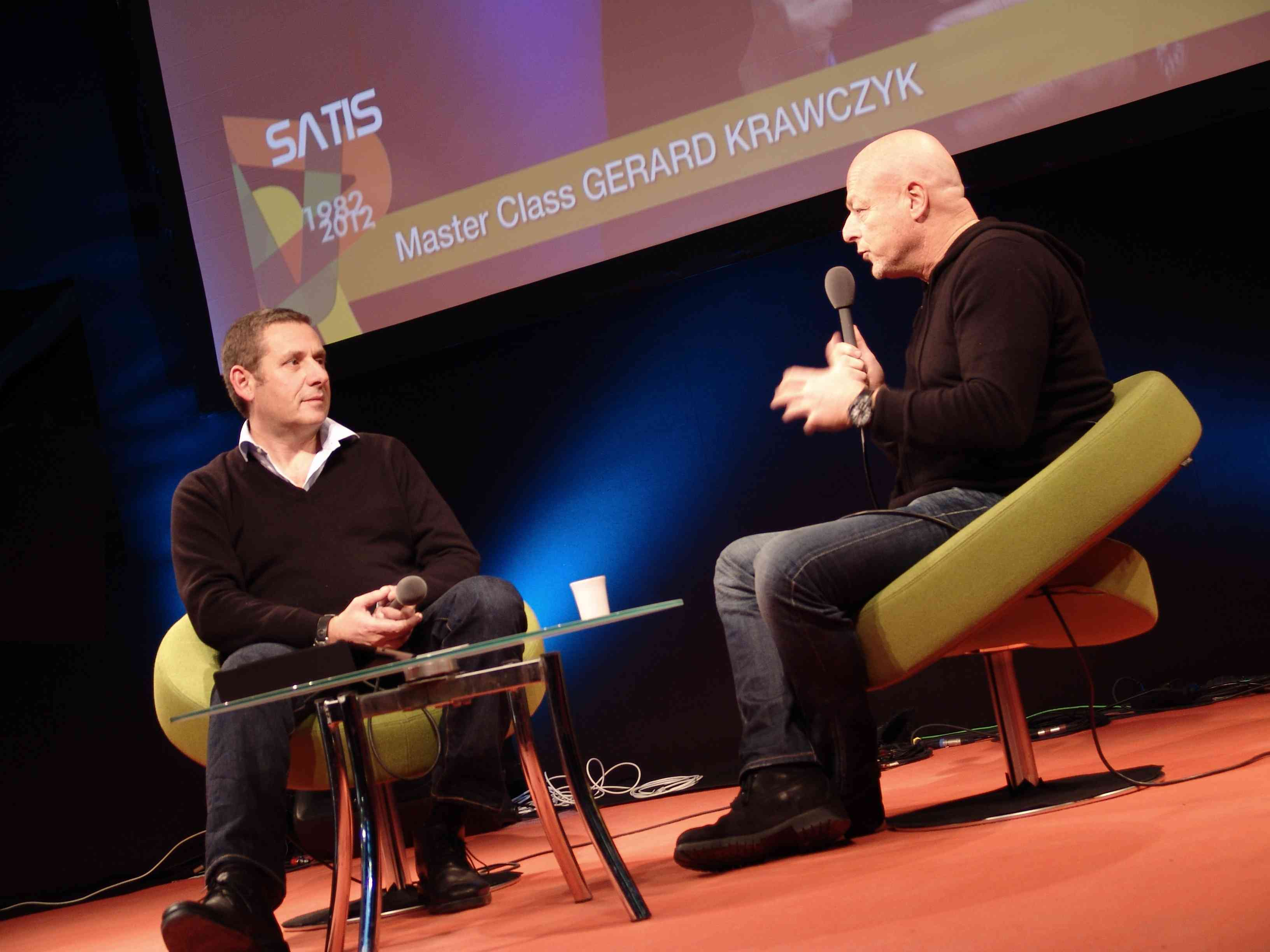
Le réalisateur français Gérard Krawczyk donne une masterclass au SATIS, salon professionnel de la production audiovisuelle.

Un cours de maître est ponctuel et s'oppose aux autres cours tels que l'enseignement magistral à l'université ou la leçon enseignée à l'école. Le cours de maître s'adresse à des étudiants et peut être destiné à un auditoire libre. Le cours de maître est un échange où la transmission de l'expérience est essentielle. Son format pédagogique unique et sur-mesure permet de l’intégrer à toutes les formations. Cet enseignement de nature exceptionnelle examine un sujet de manière approfondie.
Dans le domaine de la musique, la maîtrise technique d'un instrument ou l'interprétation d'une partition sont particulièrement adaptées à ce type d’intervention. Au cinéma, le cours de maître concerne aussi bien le montage ou le cadrage que l’écriture d’un scénario. En littérature, la genèse d'une œuvre ou la construction du récit peuvent être le sujet de l'enseignement.

## Aspects pédagogiques et état d'esprit
La pédagogie d'une classe de maître n'est pas formatée. La personnalité du maître domine la méthode d'enseignement et de partage. Une classe de maître n'est pas reproductible ou interchangeable puisqu'il s'agit d'un retour d'expérience personnelle, intellectuelle ou professionnelle.

## Dans les nouvelles technologies
La révolution d'Internet et les innovations technologiques dans les domaines de l'information et de la communication ont transformé l’aspect confidentiel en groupes restreints des classes de maîtres. En effet, si la nature et l’esprit restent similaires, les supports sont plus nombreux et diversifiés, par exemple sous forme de podcasts, cours audio ou vidéo[source secondaire nécessaire].
Des personnalités publiques – la cheffe Anne-Sophie Pic, le cinéaste Michel Hazanavicius ou le réalisateur et photographe écologiste Yann Arthus-Bertrand – partagent leurs savoirs sur les plateformes de podcasts de France Culture ou de Majelan[source secondaire nécessaire].

## Organisation

### En musique
De son temps, la soprano allemande Elisabeth Schwarzkopf donnait des cours de maître, dont certaines en public à Paris, qui demeurent mémorables et qui sont gravées sur disque.
Les cours de maître de Maria Callas à Juilliard (New York) entre octobre 1971 et mars 1972, sont si célèbres que Terrence McNally en a fait une pièce à succès à Broadway et partout dans le monde, Les Leçons de Maria Callas.
La vogue des cours de maître dans toute l'Europe depuis les années 1980[réf. nécessaire], concerne tous les niveaux de la formation des musiciens, mais elle a pris une grande importance dans le perfectionnement professionnel des plus jeunes et de nombreux conservatoires en organisent également sous le nom de « cours d'interprétation »[réf. nécessaire]. Lorsque le cours de maître est ouvert au public, voire filmé, l'organisation prend une tout autre dimension et s'apparente alors en partie à un spectacle (certaines salles – la salle Cortot, la salle Gaveau ou le théâtre des Champs-Élysées à Paris – ont accueilli ou accueillent encore des leçons de maîtres publiques)[réf. nécessaire].

### Dans d'autres disciplines

#### Droit
Les classes de maîtres se développent désormais pour atteindre d'autres disciplines, à l'instar du droit. Des classes de maître de nature juridique sont organisées, reprenant également le principe des procès fictifs, comme à l'université Panthéon-Assas à Paris.

#### Photographie
La marque d'appareils photographique Nikon organise annuellement des classes de maître dans le cadre du prix Bayeux Calvados-Normandie des correspondants de guerre. Celui de 2016 est animé par Patrick Chauvel, photographe de guerre.